# Mars fritto
Il Mars fritto è una barra di cioccolato al caramello Mars fritta in una pastella solitamente usata nelle Isole britanniche per il pesce, il sanguinaccio, il white pudding, le salsicce e spesso l'haggis. Il Mars è solitamente raffreddato prima dell'uso per evitare che si sciolga nell'olio di frittura, anche se un Mars freddo può comunque rompersi quando viene scaldato. Può essere anche cucinato a livello casalingo. In questo caso molti utilizzano una pastella dolce con zucchero e uova, creando così una specie di frittella al cioccolato leggermente meno pesante e dal sapore dolce uniforme.

## Storia
Il piatto fu inizialmente servito nei negozi di fish and chips della Scozia (si dice che sia stato inventato in un negozio di Stonehaven sulla costa nord-orientale della Scozia), ma non è mai stato un prodotto di punta. Da quando svariati mass media hanno parlato della pratica a partire dalla metà degli anni novanta, in parte come commento ironico sulla notoriamente poco salutare dieta della Scozia urbana, la popolarità del piatto è cresciuta ed ora appare, fra l'altro, sui menu di Dublino, Leyland, della Columbia Britannica, dell'Oregon e di Washington.

## Popolarità
In uno studio pubblicato su The Lancet nel dicembre 2004, David Morrison (Greater Glasgow NHS Board, UK) e Mark Petticrew (MRC Social & Public Health Sciences Unit) hanno esaminato circa 300 negozi di fish and chips in Scozia: il 22% vendeva Mars fritti; tre quarti dei negozi li vendeva da meno di tre anni. Le vendite medie erano di 23 pezzi alla settimana, anche se 10 negozi ne vendevano tra 50 e 200 alla settimana. Il prezzo medio era di 60 pence, e, come ci si attendeva, le giovani generazioni erano i principali acquirenti - tre quarti venivano vendute a bambini ed il 15% ad adolescenti.
Nel marzo 2003 il Mars fritto è stato oggetto di un articolo su Time for Kids che trattava della popolarità e della insalubrità di questo prodotto.
Passata la moda e calata l'attenzione dei media, la frittura del Mars è diventata meno comune. Si può trovare ancora in alcuni negozi di fish and chips della Scozia, dell'Inghilterra e dell'Irlanda del Nord. Alcuni negozi con clientela turistica (soprattutto i giovani in visita al Royal Mile di Edimburgo) dichiarano ancora con orgoglio di vendere Mars fritti, insieme ad altre tentazioni come la pizza fritta, il kebab fritto, oltre al pakora di haggis.
Il Mars fritto è menzionato nel libro Crap Towns II: The Nation Decides del periodico britannico The Idler' nell'articolo su Glasgow. 'SJ' scrive: "Non sono una leggenda metropolitana: si possono trovare sia a Glasgow che ad Edimburgo. Ne ho mangiato uno in una fredda notte di dicembre. Era abbastanza buono. Poi ho vomitato."
Quando la notizia del Mars fritto è arrivata ai media, l'azienda ha rilasciato una dichiarazione in cui si afferma che "friggere uno dei nostri prodotti andrebbe contro il nostro impegno a promuovere stili di vita sani e attivi".

## Influenze sulla cucina
Il Mars fritto ha dato origine anche alla frittura di altri prodotti di confetteria, per esempio il Reiver's Fish Bar di Duns ogni anno annuncia uno 'Speciale pasquale' di Creme Egg fritto, ma in realtà è disponibile tutto l'anno. Anche gli Snickers fritti sono stati trovati.
È noto che il Mars fritto è stato preceduto dalla pizza fritta. Era comune nell'Angus friggere la pizza surgelata a partire dal 1980.

## Altre fonti
- CBS News, su cbsnews.com.
- Deep-Fried Candy Bars: Scotland's Worst Food? National Geographic News, Dec 28, 2004]
- Deep-Fried Mars Bar in a Fish and Chips bar in Edinburgh - step-by-step recipe with many pictures, su fxcuisine.com.